# Creatonotos pedunculata
Creatonotos pedunculata là một loài bướm đêm thuộc phân họ Arctiinae, họ Erebidae.